# Лубківський Роман Мар'янович
Рома́н Мар'я́нович Лубкі́вський (10 серпня 1941, с. Острівець, Дистрикт Галичина — 23 жовтня 2015, Львів, Україна) — український письменник, державний і громадський діяч, дипломат. Надзвичайний і Повноважний Посол України. Член Спілки письменників України (1976). Дійсний член Острозького академічного братства (2005), НТШ (2007), почесний член Спілки білоруських письменників (2006).

## Життєпис
Роман Мар'янович Лубківський народився 10 серпня 1941 року в селі Острівець, нині Тернопільського району Тернопільської області, Україна.
Закінчив філологічний факультет Львівського державного університету імені Івана Франка (1963). Працював заступником головного редактора журналу «Жовтень» (з 1990 — «Дзвін»).
У 1980—1992 — голова Львівської організації Спілки письменників України, член виконавчої ради українського відділення ПЕН-клубу, делегат Установчого з'їзду Руху.
У 1990—1994 — народний депутат України. За ініціативою Романа Лубківського було започатковано традицію складення присяги Президентами України на Пересопницькому Євангелії.
У 1992—1993 — Надзвичайний і Повноважний Посол України в Чеській і Словацькій Федеративній Республіці. У 1993—1995 — Надзвичайний і Повноважний Посол України в Чеській Республіці.
У 2006—2007 — голова Комітету з Національної премії імені Тараса Шевченка.
У 1997—2001 — начальник управління культури Львівської ОДА. У 1996—2000 — голова львівської обласної організації товариства «Просвіта» ім. Т. Шевченка, згодом — його почесний голова.
З 1995 — професор факультету міжнародних відносин та дипломатичної служби Львівського національного університету.
2007 заснував іменну стипендію для найкращих учнів Острівецької ЗОШ I—III ступенів.
Помер 23 жовтня 2015 року у віці 74 років у Львові. Відспівували 26 жовтня в соборі святого Юра, прощальне слово мав, зокрема, Дмитро Павличко, поховали в родинному гробівці на полі 67 Личаківського цвинтаря. Зі столичного керівництва не було представників. У серпні 2016 року у Львові на фасаді будинку на вулиці Крушельницької, 19, де мешкав письменник, було встановлено меморіальну таблицю.

## Відзнаки
- 1977 — заслужений діяч культури Польщі. Нагороджений цією відзнакою за перекладацьку діяльність і популяризацію в Україні польської літератури.
- 1979 — літературна премія імені Павла Тичини.
- 1984 — премія імені Вітезслава Незвала Чеського літературного фонду.
- 1988 — премія імені Павола Гвєздослава за оригінальну та перекладацьку творчість, відданість культурі словацького народу.
- Державна премія України імені Т. Шевченка 1992 року в галузі літератури за збірку поезій «Погляд вічності»[9].
- Орден «За заслуги» III ст. (8 грудня 1998) — за вагомий особистий внесок у збагачення національної культурної спадщини України, вагомі творчі здобутки і активну громадську діяльність[10].
- Заслужений діяч мистецтв України (18 серпня 2006) — за значний особистий внесок у соціально економічний, культурний розвиток Української держави, вагомі трудові досягнення та з нагоди 15-ї річниці незалежності України[11].
- 2008 — премія імені Максима Рильського.
- 2008 — премія Ars Translationis за переклад з чеської мови драми Вацлава Фріча «Іван Мазепа».
- Орден «За заслуги» II ст. (23 серпня 2011) — за значний особистий внесок у становлення незалежності України, утвердження її суверенітету та міжнародного авторитету, заслуги в державотворчій, соціально-економічній, науково-технічній, культурно-освітній діяльності, сумлінне та бездоганне служіння Українському народові[12].

## Доробок
Друкуватися почав у 1958 році. Твори Романа Лубківського перекладено англійською, білоруською, болгарською, польською, російською, сербською, словацькою, хорватською та чеською мовами. Переклади з більшості слов'янських літератур, зокрема, твори О. Блока, І. Вазова, Я. Івашкевича, Янки Купали, Десанки Максимович та інших.

### Збірки поезій
- «Зачудовані олені» (1965),
- «Громове дерево» (1967),
- «Рамена» (1969),
- «Смолоскипи» (1975),
- «Звіздар» (1977),
- «Майоліка» (1985),
- «Словацьке літо» (1986),
- «Карбівня» (1987),
- «Серпневе яблуко» (1989),
- «Погляд вічності» (1990) — відзначена Національною премією України імені Тараса Шевченка,
- «Балканський Христос» (2001),
- «Камінне жниво» (2001),
- «Квітень у серпні» (поезії поза збірками, 2003),
- «Зелене серце» (2003),
- «Сто і одна строфа» (2003).

### Інші книги
- «Слов'янське небо» (1972, антологія перекладів поезій),
- «Многосвіточ» (1978, публіцистика),
- «Високі райдуги» (1979, публіцистика),
- «Слов'янська ліра» (1983, антологія перекладів поезій),
- «Богорівний, бо правдомовний: Слово про Шевченка» (1997, монографія),
- «Сповідь. Молитва. Присяга: Літературний портрет Д. Павличка» (2004, монографія).

Співупорядник збірок:
- «Вінок Маркіянові Шашкевичу» (1987),
- «Весни розспіваної князь. Слово про Антонича» (1989).

Упорядник та науковий редактор
- книги М. Богдановича «Стратим-лебідь» (2002),
- книги статей С. Гординського «На переломі епох» (2004),
- літературно-мистецьких збірників «Посвята» (2003) та «Шевченкова дорога і Білорусь» (2004).

## Вшанування пам'яті
13 серпня 2017 року в Острівці на фасаді церкви святого Димитрія УГКЦ відкрито пам'ятну таблицю Романові Лубківському.

## Світлини

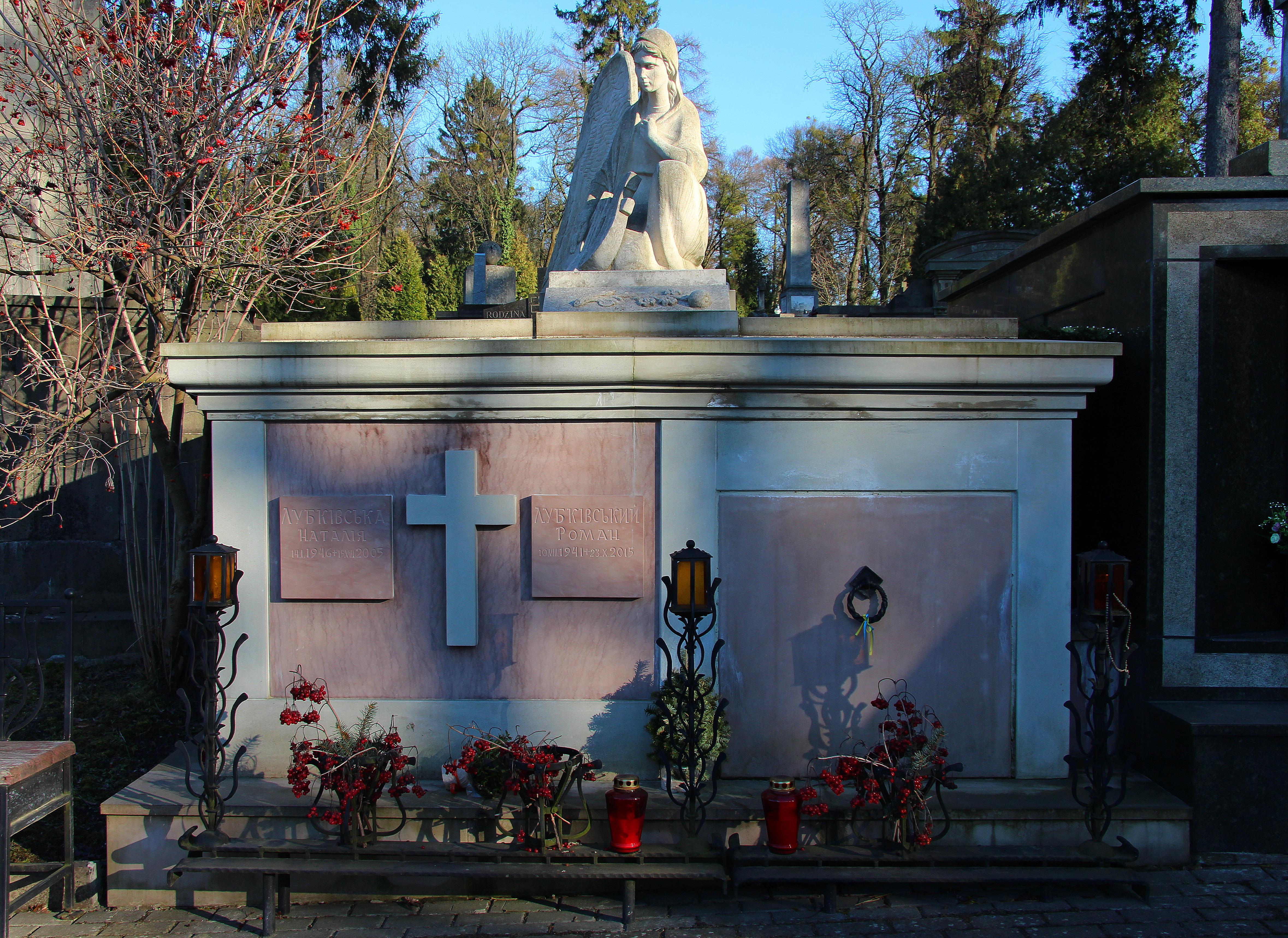
Гробівець родини Лубківських на 67 полі Личаківського цвинтаря